# Aethomys stannarius
Aethomys stannarius  (Thomas, 1913) è un roditore della famiglia dei Muridi diffuso nell'Africa occidentale.

## Descrizione

### Dimensioni
Roditore di medie dimensioni, con la lunghezza della testa e del corpo tra 126 e 169 mm, la lunghezza della coda tra 124 e 203 mm, la lunghezza del piede tra 28 e 33 mm, la lunghezza delle orecchie tra 20 e 24 mm e un peso fino a 120 g.

### Aspetto
La pelliccia è lunga e folta. Il colore delle parti superiori è marrone, fortemente striato di nero, la parte posteriore più ocracea, mentre le parti ventrali sono biancastre, con la linea di demarcazione sui fianchi poco definita. Le orecchie sono medie, di color marrone. Le mani ed i piedi sono bianchi, il quinto dito del piede, senza unghia, raggiunge appena la base del quarto dito; la zampa ha 6 cuscinetti, con l'ultimo dei quali allungato. La coda è rivestita da circa 10 anelli di scaglie per centimetro, ed è scarsamente ricoperta di piccoli peli. Il colore è uniformemente marrone. Le femmine hanno un paio di mammelle pettorali e 2 paia inguinali. 

## Biologia

### Comportamento
È una specie terricola.

## Distribuzione e habitat
Questa specie è diffusa nella Nigeria settentrionale e nel Camerun occidentale.
Vive nelle praterie, savane, boscaglie aperte, aree coltivate e lungo i margini forestali.

## Conservazione
La IUCN Red List, considerata l'assenza di informazioni sufficienti riguardo all'areale, alla storia naturale e alle minacce, classifica A.stannarius come specie con dati insufficienti (DD).